# 博比·史密斯
博比·史密斯（英語：Bobby Smith，1933年2月22日—2010年9月18日），英格兰前男子足球运动员，司职前锋。他曾代表英格兰代表队参加1958年国际足联世界杯，结果队伍止步小组赛阶段。

## 榮譽
熱刺
- 舊英甲（英语：Football League First Division）冠軍（1次）：1960/61年度
- 英格蘭足總盃冠軍（2次）：1960/61年度，1961/62年度
- 英格蘭慈善盾冠軍（2次）：1961年，1962年
- 歐洲盃賽冠軍盃冠軍（1次）：1962/63年度

布萊頓
- 舊英丁（英语：Football League Fourth Division）冠軍（1次）：1964/65年度